# Buckten
Buckten är en ort och kommun i distriktet Sissach i kantonen Basel-Landschaft, Schweiz. Kommunen har 709 invånare (2023).